# Campeonato Asiático de Futsal
O Campeonato Asiático de Futsal é um torneio internacional organizado pela AFC para seleções asiáticas masculinas de futsal.

## Títulos por país
| Pos. | Time          | Campeão                                                                           | Segundo lugar                          | Terceiro lugar                         | Total |
| ---- | ------------- | --------------------------------------------------------------------------------- | -------------------------------------- | -------------------------------------- | ----- |
| 1st  | Irã           | 13 (1999, 2000, 2001, 2002, 2003, 2004, 2005, 2007, 2008, 2010, 2016, 2018, 2024) | 2 (2014, 2022)                         | 2 (2006, 2012)                         | 17    |
| 2nd  | Japão         | 3 (2006, 2012, 2014, 2022)                                                        | 6 (2002, 2003, 2004, 2005, 2007, 2018) | 2 (2008, 2010)                         | 12    |
| 3rd  | Uzbequistão   |                                                                                   | 4 (2001, 2006, 2010, 2016)             | 6 (2005, 2007, 2014, 2018, 2022, 2024) | 10    |
| 4th  | Tailândia     |                                                                                   | 3 (2008, 2012, 2024)                   | 5 (2000, 2002, 2003, 2004, 2016)       | 8     |
| 5th  | Coreia do Sul |                                                                                   | 1 (1999)                               | 1 (2001)                               | 2     |
| 5th  | Cazaquistão   |                                                                                   | 1 (2000)                               | 1 (1999)                               | 2     |
| 6th  | Quirguistão   |                                                                                   |                                        | 1 (2005)                               | 1     |